# Noémie Nakai
 (décembre 2015).
Si vous disposez d'ouvrages ou d'articles de référence ou si vous connaissez des sites web de qualité traitant du thème abordé ici, merci de compléter l'article en donnant les références utiles à sa vérifiabilité et en les liant à la section « Notes et références ».
Noémie Nakai (中井 ノエミ, Nakai Noémie), née le 2 décembre 1990 à Tokyo (Japon), est une mannequin, actrice et réalisatrice franco-japonaise.

## Biographie

### Éducation
Jeune, Noémie Nakai suit des cours de théâtre en France, et arrive par hasard dans le mannequinat en tournant pour des publicités afin de suivre ses amies[réf. nécessaire].
Elle est diplômée du lycée international de Saint-Germain-en-Laye en France[Quand ?] et de l'université Keiō au Japon[Quand ?]. Elle étudie également à l'université de Nottingham, en Angleterre[Quand ?], au Cours Simon à Paris de 2004 à 2008, à Le Vésinet de 2001 à 2004 ainsi qu'à l'île de Wight de 2002 à 2003 pour la production musicale.

### Carrière
Elle obtient son vrai premier rôle dans le drama Shūden Bye Bye.
À l'aube de ses trente ans, elle obtient en qualité de réalisatrice, en octobre 2019 le Busan Award dans la section Asian Project Market, une plateforme de coproduction permettant aux réalisateurs émergents de rencontrer les professionnels du marché sur un plan international du Festival International du Film de Busan pour le projet de Topography of Solitude.
Son court-métrage Tears Teacher repéré au festival Hot Docs est acquis par la section Op Docs du New York Times,. Ce documentaire de dix minutes est consacré à Hidefumi Yoshida, un professeur adepte des thérapies par les larmes depuis 2015 qui organise des réunions où hommes et femmes pleurent à chaudes larmes. Tears Teacher est sélectionné dans la catégorie « courts métrages documentaires » du Festival Sundance 2021.
En 2022, Noémie Nakai travaille sur Tokyo Vice, une série télévisée pour HBO Max dirigée par Michael Mann.
Noémie Nakai travaille à Tokyo, Séoul et Paris[réf. nécessaire].

## Filmographie
Sauf indication contraire, les informations mentionnées dans cette section peuvent être confirmées par la base de données cinématographiques IMDb,  présente dans la section « Liens externes ».

### Cinéma
- 2015 : Equals de Drake Doremus
- 2015 : Sayonara de Kōji Fukada : l'androïde française
- 2016 : High&Low The Red Rain (en) de Yudai Yamaguchi : Furuno
- 2016 : Death Note: Light Up the New World de Shinsuke Satō : J
- 2017 : Vers la lumière (光, Hikari) de Naomi Kawase : un mannequin
- 2017 : Cocooning: The story of Tomioka Silk Mill de Satoshi Adachi, Masao Ieki et Kei Michikawa : Émilie Brunat
- 2017 : High and Low the Movie 2: End of Sky de Shigeaki Kubo et Tsuyoshi Nakakuki : Furuno
- 2021 : Army of Thieves de Matthias Schweighöfer : Beatrix

### Télévision
- 2013 : Shūden Bye Bye (série TV) - 1 épisode : une touriste
- 2014-2015 : Itazura na Kiss: Love in Tokyo (série TV) - 8 épisodes : Christine Robbins
- 2015 : Ten'nō no Ryôriban (série TV) - 2 épisodes : Simone
- 2016 : Kasōken no onna: New Year Special (TV) de Tatsuya Hama : Elisa Dubois
- 2016 : Watashi wo hanasanai de (mini-série TV) - 6 épisodes : Manami
- 2016 : Death Note - Desu nōto: New Generation (série TV) - 1 épisode : J
- 2022 : Tokyo Vice - 6 épisodes : Luna

### Jeu vidéo
- 2019 : Grid : voix

### Clips musicaux
- Kumi Kōda
- V6
- Rabbit
- Rotengrafty

### Publicités
- Matsumoto Kiyoshi Algeran
- Astalift
- McDonald's
- Peach John
- Shiseido